# Iglesia de Santa Cruz Tultenco
La iglesia de Santa Cruz Tultenco es una edificación religiosa al sur del centro de la Ciudad de México.

## Ubicación
Se encuentra sobre la antigua calzada de Jamaica, hoy Avenida del Taller-Eje 2 Sur, dos cuadras al oeste de la calzada de la Viga.

## Historia
Consta en el mapa de Carrera Stampa que la isla de Tultenco es una de las cinco islas primitivas en que se levantó después la Ciudad de México, ubicada al lado sur de la misma. El barrio perteneció a la demarcación de Teopan, y si bien la isla original estaba ubicada entre las actuales calzadas de Tlalpan y de la Viga, con el crecimiento de la tierra firme el barrio de Tultenco pasó a ocupar ambas riberas del canal de la Viga.
Tras la conquista y despoblación de la ciudad, el barrio de Tultenco se vio fuertemente reducido en su población e importancia, al punto de que se convirtió en un villorrio que quedaba fuera de la población. A ambas riberas del canal de la Viga se construyeron tres capillas para la atención de los residentes: la de San Francisquito, la de Santa Crucita y la de La Resurrección. 
Aunque con toda seguridad podemos pensar en una primera capilla que date del siglo XVI, la capilla actual es de 1681, como consta por una inscripción en su portada. En 1803, recibe donación de José Encarnación Valdés de muebles y enseres necesarios para celebrar la liturgia, y poco después recibe reparaciones por la abundantísima humedad que sufría. 
La capilla estaba situada en la orilla de la calzada, en un sitio prácticamente despoblado. El Paseo de la Viga, sitio de recreo de los capitalinos desde 1785 hasta inicios del siglo XX, pasaba por la orilla del canal en que estaba la capilla. Esto hacía que en Semana Santa se llenara con sus alrededores de paseantes y el ambiente se volviese festivo. Con la epidemia de cólera que asoló México en 1834, su atrio se convirtió en cementerio masivo, que años después fue pavimentado.
Hasta entrado el siglo XX sus alrededores estuvieron despoblados. La gente de Tultenco habitaba ya fuera del lado de La Resurrección o de San Francisquito, no de Santa Crucita.. Eventualmente la mancha urbana alcanzó de nuevo Tultenco, y la capilla de Santa Crucita quedó incluida dentro de la colonia Tránsito. Los vecinos la remodelaron en una época no muy clara del siglo XX, quitándole algunos de sus adornos anticuados pero mandándola pintar En 1953 sufrió una nueva reforma estética, con el añadido de otra nave y una falsa cúpula en el campanario, que le da el aspecto que tiene actualmente. Hoy goza del estatus de parroquia.

## Descripción
El estado original de la capilla era muy simple: una portada de cantera, un ojo de buey con dos nichos a sus lados, y sobre éste un nicho triangular que servía de cúspide a la fachada. El campanario es cuadrangular y estaba cubierto por unas almenas decorativas. 
La primera remodelación del siglo XX le eliminó el almenado del campanario y el nicho central, dejándola como dos rectángulos simples. Más adelante recobró el nicho, pero el ojo de buey fue reemplazado por una amplia ventana en forma de cruz latina; el campanario recibió una falsa cúpula. 